# Miquel Rifós
Miquel Rifós   (Barcelona, segle XVI - Sarrià, segle XVI) fou un navegant i explorador català. El 1526 fou nomenat lloctinent de Sebastiano Caboto, a desgrat dels castellans, i comandà una expedició, en part finançada per ell mateix, al Riu de la Plata. Després explorà per primera vegada el Gran Chaco i arribà fins a la desembocadura del riu Bermejo amb intencions comercials. Fou assassinat amb altres companys, entre els quals hi era Gonzalo Núñez de Balboa, germà de Vasco Núñez de Balboa, descobridor de l'oceà Pacífic.